# Жоффруа I (виконт Марселя)

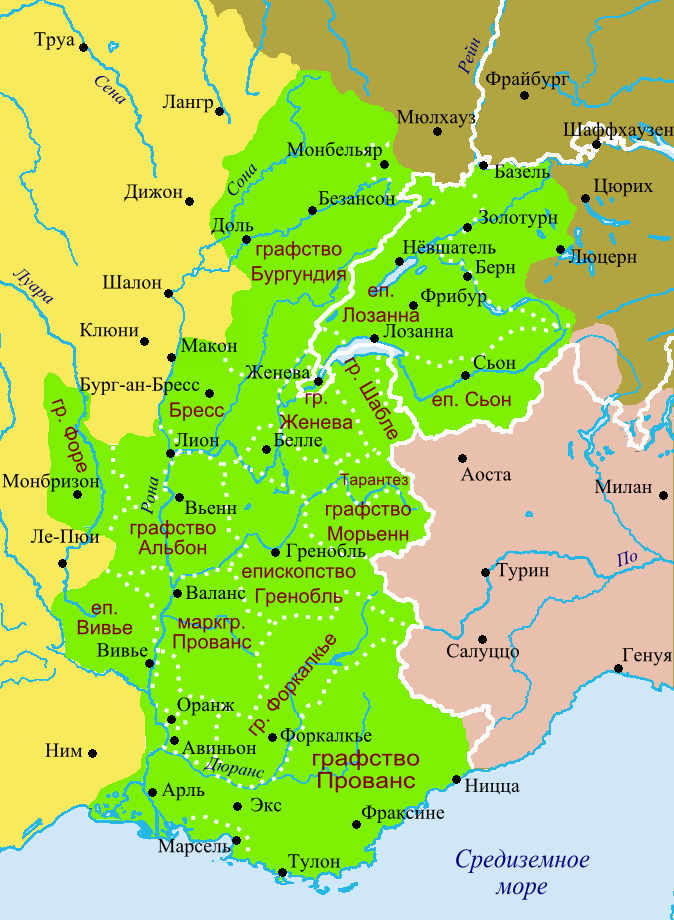
Виконтство Марсель на карте Прованса, 1034 г.

Жоффруа I (фр. Geoffroy I de Marseille, Jaufre Ier; ок. 1019—1079 или позже) — виконт Марселя.

## Биография
Родился не позднее 1019 года. Сын Гильома II Марсельского и его первой жены Эселины де Бо.
Правил вместе с братьями — Гильомом III (ум. 25 июля 1085) и Фульком (ум. 1069).
Прижизненно упоминается в документах между 1030 и 1079 годами.

## Семья
Жена — Рихсенда (Рихсендис). Упоминается в документах между 1050 и 1079 гг. Дети:
- Гуго Жоффруа I (ум. до 1128), виконт Марселя. Его потомки носили титул виконта до 1246 года.
- Понс (ум. до 1131), виконт Марселя
- Пьер Жоффруа — архиепископ Э (1101—1103), в 1103 г. удалился в монастырь.